# Silene baldshuanica
Silene baldshuanica är en nejlikväxtart som beskrevs av Boris Fedtjenko. Silene baldshuanica ingår i släktet glimmar, och familjen nejlikväxter. Inga underarter finns listade i Catalogue of Life.